# Vemmedrup
Vemmedrup is een plaats in de Deense regio Seeland, gemeente Køge, en telt 1745 inwoners (2008).